# Skin Trade
Skin Trade ist ein US-amerikanischer Actionfilm aus dem Jahr 2014 von Regisseur Ekachai Uekrongtham. Die Hauptrollen übernahmen Dolph Lundgren, Tony Jaa und Ron Perlman.
Der Film hatte seine Premiere in den USA am 7. November 2014, in Deutschland erschien er am 15. Juni 2015 auf DVD.

## Handlung
Der Polizist Nick Cassidy ist einer russischen Verbrecherfamilie auf der Spur, die im großen Stil organisierten Menschenhandel betreibt. Nachdem Cassidy bei einer Schießerei den Sohn des Gangsterbosses Viktor Dragovic tötet, rächt dieser sich an Cassidys Familie. Dragovic ermordet in der Nacht Cassidys Frau und seine Tochter. Nick entkommt schwerverletzt und wird ins Krankenhaus eingeliefert. Nachdem er aus diesem, getrieben von Racheabsichten, flieht, folgt er der Verbrecherfamilie Dragovic bis nach Bangkok, wo er Hilfe von dem einheimischen Polizisten Tony Vitayakul bekommt. Zusammen versuchen sie, Dragovic zu töten und seinen Menschenhändlernetzwerk zu zerschlagen. Währenddessen wird der FBI-Agent Eddie Reed auf Nick angesetzt.

## Kritik
Der Film erhielt überwiegend mittelmäßige Kritiken. Während Kino.de den Film für seine Action lobt und resümiert, dass dieser „[m]it dieser Besetzung und solcher Handlung ein programmierter Erfolg“ sei, fasst cinema.de den Film als „akzeptable Actionkost, frei von Innovationen“ zusammen, von Roger Ebert wird Skin Trade sogar als „lächerlich“ bewertet.
Auf Rotten Tomatoes erhielt Skin Trade nur vier positive Bewertungen von 16 Bewertungen insgesamt (25 %), dabei wurden durchschnittlich 4,9 von 10 Punkten vergeben.